# 臺北府文廟

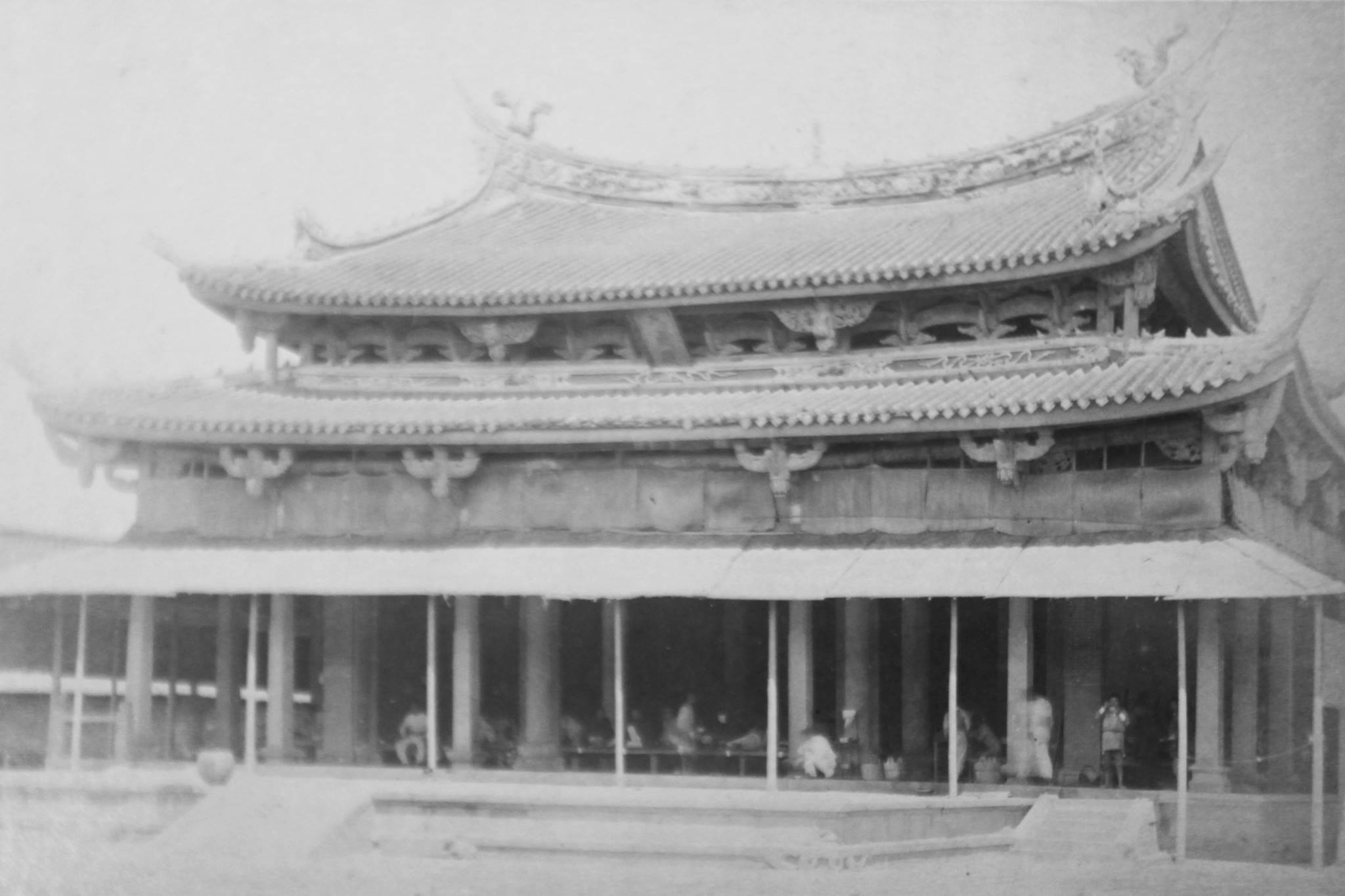
臺北府文廟大成殿（1895年）

臺北府文廟，即臺北府儒學，為臺灣清治時期臺北府城的官立孔廟和官學所在，清光緒5年（1879年）興工建造，光緒10年（1884年）竣工落成，日治時期明治40年（1907年）因市區改正計畫被拆除，為臺北孔子廟的前身。

## 沿革

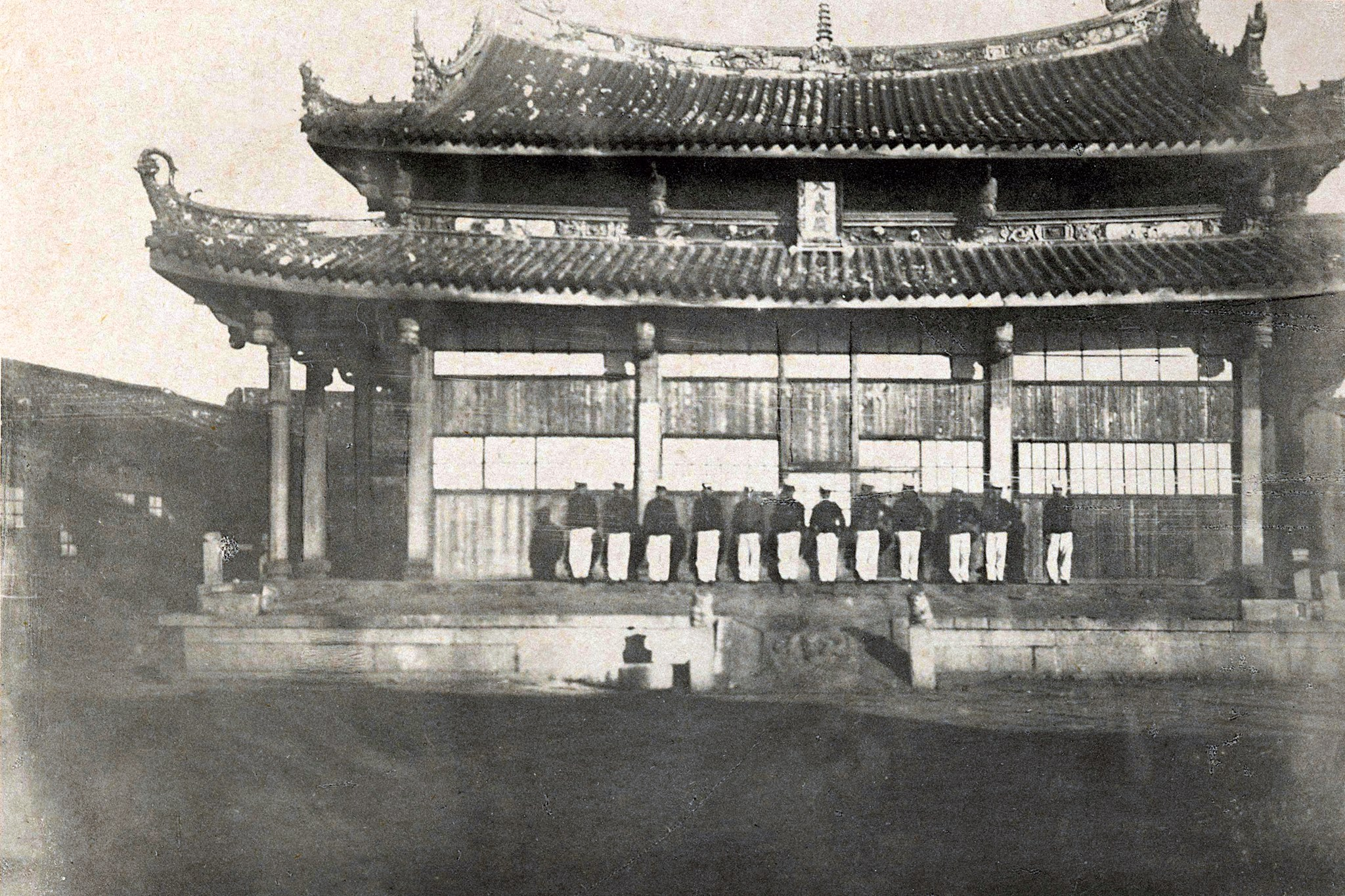
日治初期日軍佔領期間充作衛戍醫院的臺北府文廟

臺北府文廟與臺北城約略同時建造，由臺灣兵備道夏獻綸與臺北府知府陳星聚督治其事、推林維源、陳霞林等鄉紳董其事，將臺北府城築城之餘材剩款順建聖廟，1879年動工興建於城内池塘之北，光緒7年（1881年）8月時完成大成門、大成殿、崇聖祠三大核心建築並舉行首次釋奠典禮，隔年由臺北士紳募款招工，陸續完成次要的櫺星門、禮門、義路、黌門、泮宮、泮池與萬仞宮牆，光緒10年（1884年）臺北府文廟全殿落成，此後歷年增修，至光緒16年（1890年）方始全部竣工。儒學置教授、教諭各一人。入學廩生定額爲：閩生淡水縣8名、新竹縣3名、宜蘭縣2名、粵生7名，增生附生之定員準之。同年艋舺士紳洪騰雲捐出全部基地和一切經費，另建設考棚行署於新北門街（今青島西路一帶），此棚規模爲當時諸衙之冠，可容納2000至3000人。清廷為表揚洪騰雲之義舉，由巡撫劉銘傳於光緒14年奏建「急公好義」石坊於今之衡陽路處，並命名為「石坊街」，該石坊後移建於臺北新公園內。光緒18年（1892年）巡撫邵友濂至文廟舉行釋奠典禮，以首府文廟禮樂多缺，非所以重祀事，遂命教諭王元穉招集約14至15歲以上的學童400餘名，分爲禮、樂、佾三部，並派人前往福建添购祭祀用器且敦聘礼官、乐师前來臺北教習。光緒21年（1895年）臺灣進入日治時期，日軍進駐臺北文廟將廟堂充作衛戍醫院，建物遭受初步破壞，至圣先师孔子及列位先贤神位多被损毁、礼器与乐器遗失、釋奠祭孔儀式停辦。明治40年（1907年）臺灣總督府實施市區改正政策，將臺北府文廟拆除，原基地變更為臺灣總督府國語學校（今臺北市立教育大學一帶）、第一高女和地方法院。不久，日方再于國语学校校内建一五坪左右小阁，重雕至圣先师孔子及诸贤牌位给与奉祀，每年的孔诞开阁由学校师生致祭。大正6年（1917年）元月，臺北诗人团体瀛社及大正协会会员组织崇圣会推举日人木村匡为会长、臺北士绅顏雪年與李景盛为副会长，於每年農曆八月廿七孔子誕辰日从國语学校小阁恭迎牌位於大稻埕公学校、蓬莱女子公学校或艋舺龍山寺、大龍峒保安宮等处举行祭典；虽主事者曾力倡重建孔庙，但因经費条件不足而未能偿愿。 1925年元月，士绅黄赞钧、陳培根、辜顯榮等人再行磋商，邀请官绅商贾200餘人集会決議重建臺北孔廟之規模與募款办法，同年2月成立「臺北圣庙建设筹备处」综理募建事宜，消失十餘年的臺北孔廟始復建於大龍峒。
1983年，臺北市立文獻會分別在原址設立「清台北府文廟舊址碑」及「清台北府武廟舊址碑」，紀念臺北府文廟與武廟曾經的存在。

## 建築
臺北府文廟座北朝南，大成殿與禮門、義路兩座門坊均屬歇山重簷頂建築，翼角起翹高並有角葉，為福州建築風格。大成殿外設東、西兩廡，左有明倫堂、右有教授署，廟前方的萬仞宮牆牆側五十步處立有「文武官員人等至此下馬」之漢、滿文石碑一方。
臺北府文廟隔府前街與臺北府武廟毗鄰，西南側隔南門街為「協台衙門」。

## 外部連結
- 臺北文廟
- 臺北第一座孔廟—臺北府文廟 （页面存档备份，存于）